# Manuel Schmiedebach
Manuel Schmiedebach (ur. 5 grudnia 1988 w Berlinie Zachodnim) – niemiecki piłkarz pochodzenia wenezuelskiego występujący na pozycji pomocnika. Zawodnik klubu Hannover 96.

## Kariera
Schmiedebach jest synem Wenezuelki i Niemca. Jako junior grał w zespołach Schwarz-Weiß Spandau, Spandauer SV, SC Staaken 1919 oraz Nordberliner SC, a w 2003 roku trafił do juniorów Herthy BSC. W 2006 roku został włączony do jej rezerw, grających w Regionallidze Nord. W 2007 roku spadł z zespołem do Oberligi NOFV-Nord. Dla Herthy grał jeszcze przez rok.
W 2008 roku trafił do Hannoveru 96. Sezon 2008/2009 spędził w jego rezerwach, występujących w Regionallidze Nord. Sezon 2009/2010 rozpoczął w pierwszej drużynie Hannoveru. W Bundeslidze zadebiutował 8 sierpnia 2009 roku w przegranym 0:1 pojedynku z Herthą Berlin. Po rozegraniu 3 spotkań dla Hannoveru, we wrześniu 2009 roku został odesłany do jego rezerw. Do pierwszej drużyny Hannoveru wrócił w lutym 2010 roku.